# Русский язык в школе
«Русский язык в школе» — российский научный журнал, посвящённый вопросам истории и современного состояния русского языка, его грамматики, лексики, фразеологии, стилистики, а также правописания; старейший научно-методический журнал в России.

## История
Первый номер журнала появился в августе 1914 года. Редактором-издателем стал преподаватель Ярославской мужской гимназии им. Александра I Благословенного, а позднее специалист по методике преподавания русского языка в русской и национальной школе Алексей Матвеевич Лебедев (1881—1953). Целью журнала было «знакомить широкие круги учительства начальной и средней школы… с новыми течениями научной мысли и итогами школьного опыта». Уже спустя год известные периодические издания «Русский филологический вестник», «Русская школа», «Вестник воспитания», «Русские ведомости» откликнулись положительными рецензиями. В 1917 году А. М. Лебедев вместе с журналом переехал в Москву.
Названия журнала менялись: «Родной язык в школе», «Родной язык и литература в трудовой школе», «Русский язык в советской школе», современное название — «Русский язык в школе» — с 1936 года.
В числе авторов журнала были известные учёные-методисты: С. И. Абакумов, К. Б. Бархин, В. А. Добромыслов, М. А. Рыбникова, М. В. Ушаков, А. В. Текучёв, Л. Ю. Максимов, Е. А. Баранова, И. А. Фигуровский, Л. П. Федоренко, М. Т. Баранов, Н. А. Пленкин и многие другие. Для журнала писали выдающиеся деятели русистики и общего языкознания: Л. В. Щерба, С. П. Обнорский, И. И. Мещанинов, Н. Н. Дурново, Д. Н. Ушаков, В. В. Виноградов, А. М. Пешковский, Г. О. Винокур, Л. А. Булаховский, Р. И. Аванесов, А. Н. Гвоздев, А. А. Реформатский, А. Б. Шапиро, В. А. Белошапкова, Д. Н. Шмелёв.

## Содержание
Содержание журнала составляют разделы: «Методика и опыт» (с подразделами «Уроки словесности», «Начинающему учителю», «В помощь самообразованию», «Дидактический материал»), «Методическая почта» (с подразделами «Такие разные уроки…», «А я делаю так…»), «Внеклассная работа», «Методическое наследство», «Лингвистическое наследство», «Анализ художественного текста», «Лингвистические заметки», «Вопросы культуры речи», «В мире слов», «Русский язык в вузах», «Критика и библиография», «Консультация» (с текущим планированием по действующим в школе учебникам).

## Главные редакторы
- А. М. Лебедев (1914—1928)
- акад. П. И. Лебедев-Полянский
- А. М. Пешковский
- К. А. Алавердов (1936—1938)
- член-корр. АН СССР С. Г. Бархударов (1938—1946)
- д.фил.н. Н. А. Глаголев[уточнить]
- д.фил.н. С. И. Абакумов (1946—1949)
- к.п.н. Д. Э. Розенталь (1949—1950, и. о.)
- акад. В. И. Борковский (1950—1953)
- д.фил.н. Е. М. Галкина-Федорук (1953—1963)
- д.фил.н. Н. М. Шанский (1963—2005)
- к.фил.н. Н. А. Николина (с 2005).

## Редакционная коллегия
В состав редколлегии входят: д.п.н. Л. Г. Антонова, д.п.н. Нафанаил (Бобылев), д.фил.н. Н. С. Болотнова, к.п.н. Ю. Н. Гостева, к.п.н. И. Н. Добротина, д.п.н. О. Е. Дроздова, д.п.н. Е. Л. Ерохина, д.п.н. Н. Л. Мишатина, к.фил.н. С. В. Науменко, д.фил.н. О. В. Никитин, д.фил.н. Н. В. Патроева, к.п.н. Т. М. Пахнова, к.фил.н. В. М. Пахомов, к.п.н. Е. В. Пересветова, д.фил.н. В. А. Пищальникова, к.фил.н. А. Романик (Польша), д.фил.н. М. Р. Шумарина.